# Lynchia lonchurae
Lynchia lonchurae är en tvåvingeart som beskrevs av Maa 1969. Lynchia lonchurae ingår i släktet Lynchia och familjen lusflugor. Inga underarter finns listade i Catalogue of Life.